# Efklidis Tsakalotos
Efklidis Tsakalotos, gr. Ευκλείδης Τσακαλώτος (ur. 19 czerwca 1960 w Rotterdamie) – grecki ekonomista, wykładowca akademicki i polityk, parlamentarzysta, minister finansów od lipca do sierpnia 2015 oraz od września 2015 do lipca 2019.

## Życiorys
Studiował ekonomię, politologię i filozofię na University of Oxford i University of Sussex. W 1989 uzyskał doktorat z filozofii na University of Oxford. Od 1989 do 1990 pracował naukowo na University of Kent, a później do czerwca 1993 był na tej uczelni wykładowcą. Następnie od października 1994 do września 2010 wykładał na Uniwersytecie Ekonomii i Biznesu w Atenach, po czym został profesorem ekonomii na Uniwersytecie Narodowym im. Kapodistriasa w Atenach.
Autor i redaktor publikacji książkowych, a także autor artykułów naukowych i prasowych o tematyce ekonomicznej i politycznej.
W wyborach z maja 2012 po raz pierwszy uzyskał mandat posła do Parlamentu Hellenów z ramienia Syrizy. W wyborach z czerwca 2012, stycznia 2015, września 2015, 2019, maju 2023 i czerwcu 2023 z powodzeniem ubiegał się o reelekcję. Wszedł w skład komitetu centralnego swojego ugrupowania.
W styczniu 2015 został członkiem gabinetu Aleksisa Tsiprasa jako zastępca ministra spraw zagranicznych do spraw międzynarodowych stosunków gospodarczych. Wiosną 2015 przejął od Janisa Warufakisa prowadzenie negocjacji w sprawie pożyczek dla Grecji, a 6 lipca tego samego roku został jego następcą na stanowisku ministra finansów. Funkcję tę pełnił do sierpnia 2015, gdy rząd podał się do dymisji. Powrócił na ten urząd we wrześniu 2015, gdy Aleksis Tsipras po przedterminowych wyborach sformował swój drugi rząd. Stanowisko ministra zajmował do lipca 2019. W listopadzie 2023, wkrótce po objęciu funkcji przewodniczącego Syrizy przez Stefanosa Kaselakisa, zrezygnował z członkostwa w tej partii.
Jego krewnym był generał Trasiwulos Tsakalotos.